# Boroondara
Boroondara är en region i Australien. Den ligger i delstaten Victoria, nära delstatshuvudstaden Melbourne. Antalet invånare är 170 553.
Följande samhällen finns i Boroondara:
- Kew
- Balwyn North
- Camberwell
- Hawthorn East
- Canterbury
- Kew East

Runt Boroondara är det i huvudsak tätbebyggt. Runt Boroondara är det mycket tätbefolkat, med 2 261 invånare per kvadratkilometer. Genomsnittlig årsnederbörd är 1 244 millimeter. Den regnigaste månaden är juli, med i genomsnitt 140 mm nederbörd, och den torraste är januari, med 49 mm nederbörd.